# Bull Allen (soldado)
Leslie Charles (Clarence) Allen, (9 de noviembre de 1916 - 11 de mayo de 1982), apodado "Bull" Allen, fue un soldado australiano y receptor de la Estrella de Plata de Estados Unidos. Siendo camillero, Allen se enlistó en la Segunda Fuerza Imperial Australiana a mediados de 1940, sirviendo de voluntario en el servicio exterior. Fue asignado al Vigesimoquinto Batallón de Infantería, y desplegado en el Medio Oriente donde vio la acción en las campañas del Desierto Occidental y de Siria y Líbano, antes de que su unidad regresase a Australia en 1942. Él, subsecuentemente, sirvió en Nueva Guinea. En julio de 1943, Allen participó en la Batalla del Monte Tambú donde rescató a doce soldados estadounidenses quienes habían caído heridos en el combate. Por esta acción, él fue galardonado con la Estrella de Plata. Él regresó a Australia luego de un año y, eventualmente, fue medicamente dado de baja en 1944 por el deterioro en su salud mental. Después del conflicto, él trabajó como obrero y como enfermero auxiliar. Murió en mayo de 1982 a la edad de 65 años.

## Primeros años
Allen nació el 9 de noviembre de 1916 en Ballarat Este (Australia), el segundo hijo de Clarence Walter Allen, un obrero, y de su esposa Ruby Ethel née Robertson.  Después de una niñez temprana envuelta en violencia doméstica, Allen, su hermano, y su hermana fueron abandonados, luego a ser criados en un orfanato. Desde la edad de 12 años, Allen comenzó a trabajar, casi siempre como obrero en granjas.

## Carrera militar
Allen se enlistó en la Segunda Fuerza Imperial Australiana el 19 de abril de 1940. Como camillero destinado al 25° Batallón, Allen abandonó el Medio Oriente en septiembre de 1940. Él fue apodado "Bull" por la forma en como atacaba a través de la oposición cuando jugaba con el batallón al fútbol con las Reglas Australianas.
Allen vio la acción en la Campaña del Desierto Occidental a comienzos de 1941 y pudo reconocerse como una persona de confianza, pero a comienzos de abril fue internado con "neurosis ansiosa" en el hospital. Él se reintegró a su batallón a tiempo para la Campaña de Siria y Líbano (1941)donde él atendió a las bajas toda la noche bajo fuego los días 10 y 11 de julio de 1941, cerca a Khalde y camino 10 kilómetros la mañana siguiente para conseguir transporte.
Después de servir en Ceylón (Sri Lanka), el batallón de Allen regresó a Australia en agosto de 1942, luego para zarpar hacia Papúa. Allen rescató múltiples soldados heridos bajo fuego enemigo cerca de Crystal Creek los días 7 y 8 de febrero de 1943 por lo que fue galardonado con la Medalla Militar (Reino Unido). El 30 de julio de 1943, en el Monte Tambú, Allen rescató con plena seguridad 12 soldados estadounidenses y fue posteriormente premiado con la Estrella de Plata- con una cita diciendo: "El porte del Cabo Allen y sus incansables esfuerzos en el cuidado de los heridos y ayudando con las raciones y almacenes fueron la inspiración" Allen regresó a Australia en septiembre de 1943, su comportamiento se volvió inestable; en febrero asaltó a un oficial y fue degradado. Fue medicamente dado de baja el 10 de septiembre de 1944.

## Vida más tardía
Temporalmente mientras perdía la capacidad del habla, Allen vivió con un tío recuperándose. Se casó en 1949 y trabajó como obrero y en el Hospital Base de Ballarat como enfermero auxiliar. Allen también trabajó en Sovereign Hill demostrando un molino de trituración de cuarzo chileno para turistas.
Allen falleció el 11 de mayo de 1982 en Sovereign Hill de diabetes e infarto de miocardio (ataque cardiaco).